# Consoante laminar
Consoante laminar é um fonema produzido pela obstrução da passagem de ar com a lâmina da língua, a superfície frontal superior plana logo atrás da ponta da língua. Contrasta com uma consoante apical, produzida pela criação de uma obstrução apenas com o ápice da língua (ponta da língua). A distinção se aplica apenas às  coronais que usam a frente da língua. 

## Contraste com apical
Embora a maioria dos idiomas não contraste sons laminais e apicais, a distinção é encontrada em vários idiomas:
O contraste é muito comum nas línguas aborígenes da Austrália, que geralmente não possuem fricativas.
• Algumas línguas no sul da Ásia contrastam as oclusivas apicais e laminais. No hindustani, as oclusivas apicais são normalmente chamadas de "retroflexas", mas na verdade são alveolares ou pós-alveolares. O Malaiala tem uma distinção de três vias entre laminal dental, apical alveolar e retroflexa subapical verdadeira em oclusivas orais nasais e surdas.
• O Basco diferencia entre sibilantes laminais e apicais na região alveolar; O chinês Mandarim, a língua servo-croata e o polonês fazem essa distinção com pós-alveolares.
• Algumas línguas nativas da Califórnia têm distinção tanto em oclusivas quanto em fricativas.
• A língua dahalo faz a distinção apenas em suas oclusivas.
Como as consoantes laminais usam a parte plana da língua, elas cobrem uma área de contato mais ampla do que as consoantes apicais. As consoantes laminais em algumas línguas foram registradas com uma ampla oclusão (fechamento) que cobre toda a frente da boca, do palato duro aos dentes, o que torna difícil a comparação entre as duas. Os laminais alveolares e os apicais são duas articulações diferentes.
Uma articulação laminal muito comum às vezes é chamada de denti-alveolar. Ela se estende pela crista alveolar até os dentes, mas é um pouco mais à frente do que outras consoantes laminais alveolares, que cobrem mais da crista alveolar e podem ser consideradas pós-alveolar. Isso ocorre em francês.

## Contraste com alveolar
Parte da confusão em nomear consoantes laminais é uma questão de ponto de vista. Quando se olha para uma pessoa pronunciando um laminal alveolar ou denti-alveolar, a ponta da língua pode ser vista tocando a parte de trás dos dentes ou mesmo projetando-se entre os dentes, o que lhes dá o nome comum de dental.
Acusticamente, no entanto, o elemento importante é o local da oclusão posterior, que é o ponto em que termina a câmara ressonante na boca. Isso determina o tamanho, a forma e a acústica da cavidade oral, que produz os harmônicos das vogais. Assim, as coronais francesas são alveolares e diferem dos alveolares ingleses principalmente por serem laminais em vez de apicais (em francês, a língua é mais achatada).
Existem verdadeiros dentais laminais em algumas línguas sem contato alveolar, como no hindustani, que são diferentes das consoantes francesas. No entanto, a amplitude do contato tem alguma importância; influencia o formato da língua mais para trás e, portanto, o formato da cavidade ressonante. Além disso, se a liberação de uma consoante denti-alveolar não for abrupta, a língua pode se desprender do céu da boca de trás para a frente e, assim, mudar de uma pronúncia alveolar para uma pronúncia dental.